# Tutela
|  | Aquest article tracta sobre la institució jurídica. Si cerqueu la població romana de Navarra, vegeu «Tutela (vascons)». |

|  | Aquest article tracta sobre institució jurídica. Si cerqueu una deïtat romana, vegeu «Tutela (deessa)». |

La tutela és la institució principal en la protecció de les persones incapacitades, a les quals ha d'assegurar la protecció, l'administració i guarda de drets i béns. Normalment, és l'autoritat conferida a una persona física o jurídica, anomenada tutor, per a tenir cura d'una persona i els seus béns, per ésser menor d'edat o haver estat declarat incapaç.
Les funcions que se li confereixen són: atenció personal, administració dels seus béns, representació legal.